# Седжвік (Альберта)
Седжвік (англ. Sedgewick) — містечко в Канаді, у провінції Альберта, у складі муніципального району Флегстафф.

## Населення
За даними перепису 2016 року, містечко нараховувало 811 осіб, показавши скорочення на 5,4%, порівняно з 2011-м роком. Середня густина населення становила 297,8 осіб/км².
З офіційних мов обидвома одночасно володіли 25 жителів, тільки англійською — 785. Усього 45 осіб вважали рідною мовою не одну з офіційних.
Працездатне населення становило 410 осіб (60,7% усього населення), рівень безробіття — 7,3% (6,1% серед чоловіків та 8,8% серед жінок). 81,7% осіб були найманими працівниками, а 19,5% — самозайнятими.
Середній дохід на особу становив $50 893 (медіана $42 453), при цьому для чоловіків — $66 975, а для жінок $33 693 (медіани — $61 376 та $32 384 відповідно).
30,9% мешканців мали закінчену шкільну освіту, не мали закінченої шкільної освіти — 22,8%, 45,6% мали післяшкільну освіту, з яких 17,7% мали диплом бакалавра, або вищий.
| Статево-вікова структура населення | Статево-вікова структура населення | Статево-вікова структура населення | Статево-вікова структура населення | Статево-вікова структура населення |
| ---------------------------------- | ---------------------------------- | ---------------------------------- | ---------------------------------- | ---------------------------------- |
|                                    |                                    |                                    |                                    |                                    |
| Всього                             | Всього                             | 52,5%47,5%                         |                                    |                                    |
| 0 — 14 років                       | 0 — 14 років                       |                                    | 17,8%                              | 17,8%                              |
| 15 — 64 років                      | 15 — 64 років                      |                                    | 64,4%                              | 64,4%                              |
| 65 і більше                        | 65 і більше                        |                                    | 17,8%                              | 17,8%                              |
| 85 і більше                        | 85 і більше                        |                                    | 1,2%                               | 1,2%                               |
| Середній вік (років)               | Середній вік (років)               | 39,042,9                           | 40,9                               | 40,9                               |
| Медіана (років)                    | Медіана (років)                    | 39,344,0                           | 40,8                               | 40,8                               |
| — чоловіки — жінки                 |                                    |                                    |                                    |                                    |

| Походження мешканців:     | Походження мешканців:     | Походження мешканців: | Походження мешканців: | Походження мешканців: |
| ------------------------- | ------------------------- | --------------------- | --------------------- | --------------------- |
| Походження                |                           |                       | осіб                  | %                     |
| Корінні американці        | Корінні американці        |                       | 15                    | 1.85%                 |
| Інше північноамериканське | Інше північноамериканське |                       | 265                   | 32.68%                |
| Європейське               | Європейське               |                       | 550                   | 67.82%                |
| британське                | британське                |                       | 415                   | 51.17%                |
| французьке                | французьке                |                       | 20                    | 2.47%                 |
| українське                | українське                |                       | 45                    | 5.55%                 |
| Латинськоамериканське     | Латинськоамериканське     |                       | 10                    | 1.23%                 |
| Африканське               | Африканське               |                       | 20                    | 2.47%                 |
| Азійське                  | Азійське                  |                       | 60                    | 7.4%                  |
| Океанійське               | Океанійське               |                       | 10                    | 1.23%                 |

| Зайнятість населення за галузями (за класифікацією NOC): | Зайнятість населення за галузями (за класифікацією NOC): | Зайнятість населення за галузями (за класифікацією NOC): | Зайнятість населення за галузями (за класифікацією NOC): | Зайнятість населення за галузями (за класифікацією NOC): |
| -------------------------------------------------------- | -------------------------------------------------------- | -------------------------------------------------------- | -------------------------------------------------------- | -------------------------------------------------------- |
|                                                          |                                                          |                                                          |                                                          |                                                          |
| Управління                                               | Управління                                               |                                                          | 9,6%                                                     | 9,6%                                                     |
| Бізнес, фінанси та адміністрування                       | Бізнес, фінанси та адміністрування                       |                                                          | 12%                                                      | 12%                                                      |
| Природничі та прикладні науки                            | Природничі та прикладні науки                            |                                                          | 3,6%                                                     | 3,6%                                                     |
| Охорона здоров'я                                         | Охорона здоров'я                                         |                                                          | 3,6%                                                     | 3,6%                                                     |
| Освіта, правозахист, муніципальні та урядові служби      | Освіта, правозахист, муніципальні та урядові служби      |                                                          | 9,6%                                                     | 9,6%                                                     |
| Роздрібна торгівля та послуги                            | Роздрібна торгівля та послуги                            |                                                          | 16,9%                                                    | 16,9%                                                    |
| Гуртова торгівля, транспорт та обладнання                | Гуртова торгівля, транспорт та обладнання                |                                                          | 30,1%                                                    | 30,1%                                                    |
| Природні ресурси, сільське господарство                  | Природні ресурси, сільське господарство                  |                                                          | 7,2%                                                     | 7,2%                                                     |
| Виробництво                                              | Виробництво                                              |                                                          | 4,8%                                                     | 4,8%                                                     |

## Клімат
Середня річна температура становить 2,5°C, середня максимальна – 22°C, а середня мінімальна – -21,5°C. Середня річна кількість опадів – 377 мм.
| Клімат поселення                              | Клімат поселення | Клімат поселення | Клімат поселення | Клімат поселення | Клімат поселення | Клімат поселення | Клімат поселення | Клімат поселення | Клімат поселення | Клімат поселення | Клімат поселення | Клімат поселення | Клімат поселення |
| Показник                                      | Січ.             | Лют.             | Бер.             | Квіт.            | Трав.            | Черв.            | Лип.             | Серп.            | Вер.             | Жовт.            | Лист.            | Груд.            |                  |
| Середній максимум, °C                         | −8,32            | −4,85            | 1,57             | 10,75            | 17,22            | 21,57            | 22,01            | 21,20            | 15,70            | 9,70             | −0,27            | −7,31            |                  |
| Середня температура, °C                       | −14,9            | −11,43           | −5               | 4,20             | 10,63            | 14,99            | 17,04            | 16,24            | 10,71            | 4,76             | −5,2             | −12,26           |                  |
| Середній мінімум, °C                          | −21,47           | −18              | −11,6            | −2,4             | 4,08             | 8,40             | 12,08            | 11,27            | 5,77             | −0,2             | −10,2            | −17,24           |                  |
| Норма опадів, мм                              | 18               | 10               | 16               | 22               | 33               | 75               | 67               | 62               | 33               | 14               | 14               | 13               |                  |
| Середньомісячна швидкість вітру, м/с          | 3.70             | 3.64             | 3.80             | 4.00             | 4.00             | 3.70             | 3.40             | 3.21             | 3.50             | 3.70             | 3.85             | 3.77             |                  |
| Середньомісячна сонячна радіація, кДж/м²·день | 3773             | 7348             | 12415            | 17459            | 20886            | 22201            | 22600            | 18950            | 13014            | 7845             | 4022             | 2771             |                  |
| --------------------------------------------- | ---------------- | ---------------- | ---------------- | ---------------- | ---------------- | ---------------- | ---------------- | ---------------- | ---------------- | ---------------- | ---------------- | ---------------- | ---------------- |
| Джерело:                                      |                  |                  |                  |                  |                  |                  |                  |                  |                  |                  |                  |                  |                  |